# آندژی خردر
آندژی خردر (لهستانی: Andrzej Herder؛ ۳۱ اوت ۱۹۳۷ – ۲۱ مهٔ ۲۰۰۲) بازیگر اهل لهستان بود.
از فیلم‌ها یا برنامه‌های تلویزیونی که وی در آن نقش داشته‌است، می‌توان به چگونه جنگ جهانی دوم را آغاز کردم، به‌دور از جاده، قطار شب، از دوشنبه‌ها بیزارم، قماری بالاتر از زندگی، سامسون، مانع و پیروزی آسان اشاره کرد.